# Alana Kathryn Dillette
Alana Kathryn Dillette es una nadadora de de Bahamas quien es múltiple medallista de los Juegos Centroamericanos y del Caribe de Mayagüez 2010,
y medallista de bronce en los Juegos Panamericanos de 2007. Dillette participó en los Juegos Olímpicos de 2008 en representación de Bahamas.

## Trayectoria
La trayectoria deportiva de Alana Kathryn Dillette se identifica por su participación en los siguientes eventos nacionales e internacionales:

### Juegos Centroamericanos y del Caribe
Fue reconocido su triunfo de ser la tercera deportista con el mayor número de medallas de la selección de  Bahamas 
en los juegos de Mayagüez 2010.

#### Juegos Centroamericanos y del Caribe de Mayagüez 2010
Su desempeño en la vigésima primera edición de los juegos, se identificó por ser la tricentésima trigésima sexta deportista con el mayor número de medallas entre todos los participantes del evento, con un total de 3 medallas:

- , Medalla de plata: 50 m Mariposa
- , Medalla de bronce: 4 × 100 m
- , Medalla de bronce: 4 × 200 m